# Tomáš Zdechovský

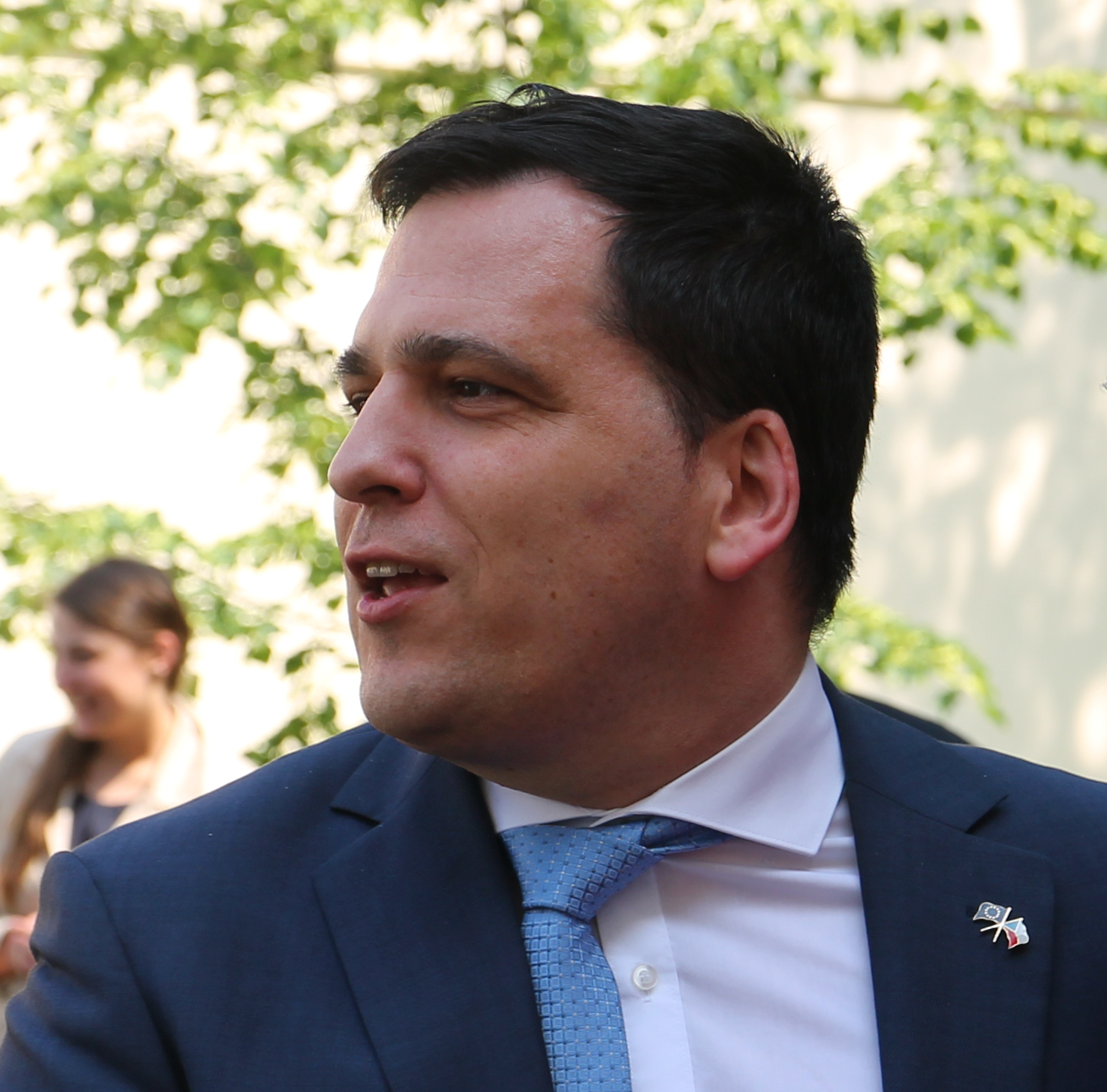
Tomáš Zdechovský i maj 2018.

Tomáš Zdechovský, född 2 november 1979, är en tjeckisk författare och politiker för kristdemokratiska KDU-ČSL. Han är ledamot av Europaparlamentet sedan 2014, och sitter med i partigruppen EPP för kristdemokrater och konservativa.
I Europaparlamentet är han vice ordförande för utskottet för sysselsättning och sociala frågor (EMPL). Han är ledamot i budgetkontrollutskottet (CONT), Japan-delegationen och Södra Asien-delegationen. Han är även ersättare i utskottet för medborgerliga fri- och rättigheter samt rättsliga och inrikes frågor (LIBE).
Han har bland annat en masterexamen (M.A.) i journalism och kommunikation från Masaryk University. Han tog examen 2008.